# Filles de l'Église
Les Filles de l'Église (en latin : Congregationis Filiarum Ecclesiae) est une congrégation religieuse féminine contemplative et apostolique de droit pontifical.

## Historique
En 1920, Maria Oliva Bonaldo rejoint les canossiennes de Trévise et fait sa profession religieuse en 1928. Au fil des ans, elle mûrit une vocation à la vie contemplative et exprime son désir au cardinal Adeodato Piazza, qui soutient son projet.
Des groupes inspirés par le charisme de Maria Oliva s'établissent à Trévise et Vicence. Le 24 juin 1938, avec la permission du chapitre général des canossiennes, les religieuses se réunissent à Rome et ébauchent la fondation d'une nouvelle congrégation connu sous le nom de filles de l'Église, qui commencent officiellement à Venise en 1940.
L'institut obtient le décret de louange le 21 décembre 1949, il est définitivement approuvé par le Saint-Siège le 8 juin 1957.

## Activités et diffusion
Les filles de l'Église se consacrent à la prière spécialement à l'adoration du saint Sacrement pour l'unité des chrétiens, elles se dédient aussi à l'apostolat en collaborant avec les œuvres pastorales des églises locales et en promouvant la diffusion de l'enseignement du magistère.
Elles sont présentes en :
- Europe : Italie, France, Espagne, Portugal.
- Amérique du Sud : Bolivie, Brésil, Colombie, Équateur.
- Asie : Inde, Turquie.

La maison généralice est à Rome. 
En 2017, l'institut comptait 345 religieuses dans 65 maisons.

## Personnalités chez les Filles de l'Église
- Maria Oliva Bonaldo, déclarée vénérable, fondatrice de la congrégation des Filles de l'Église.
- Olga Gugelmo, déclarée vénérable, religieuse de la congrégation des Filles de l'Église[2],[3].
- Madeleine Rose Volpato, déclarée vénérable, religieuse de la congrégation des Filles de l'Église.